# Unendlich (Lied)
Unendlich ist ein Lied der deutschen Schlagersängerin Andrea Berg aus dem Jahr 2022, in Zusammenarbeit mit der deutschen Pop- und Schlagersängerin Vanessa Mai. Das Stück ist die zweite Singleauskopplung aus Bergs 17. Studioalbum Ich würd’s wieder tun.

## Entstehung und Artwork
Geschrieben wurde das Lied gemeinsam von Flo August, Jesper Borgen, Daniel Deimann, Andrea Ferber (Andrea Berg), Vanessa Mai, Alexander Pavelich, Andrew Tyler, Joe Walter sowie dem Produzentenquartett Junkx (bestehend aus Dennis Bierbrodt, Stefan Dabruck, Jürgen Dohr und Guido Kramer). Junkx zeichnete zudem auch für die Abmischung, das Engineering und die Produktion verantwortlich, was sie in ihren eigenen Junkx Music Studios in Mülheim an der Ruhr tätigten. Die Junkx-Mitglieder Bierbrodt, Dohr und Kramer waren darüber hinaus, zusammen mit Deimann, für die Instrumentierung und Programmierung zuständig, bei Ersterem kamen hauptsächlich Keyboards zum Einsatz. Während Vanessa Mais Gesang lediglich durch Jules Kalmbacher und Jens Schneider von Good Kid Records aufgenommen wurde, wurde der Gesang von Andrea Berg unter der Leitung von Alexander Strasser und Alexs White in den Sunset Studios Germany sowie von René Baumann (DJ BoBo) in Miami Shores aufgenommen.
Auf dem Frontcover der Single sind – neben Interpretenangabe und Liedtitel – Andrea Berg und Vanessa Mai zu sehen. Es zeigt sie beiden knieaufwärts, vor dem Hintergrund einer Lagerhalle. Berg steht aus Betrachtersicht auf der rechten Seite und trägt ein lila Kleid; Mai trägt ein schwarzes Outfit und lehnt sich an Bergs rechte Schulter an, während sich beide an der Hand halten. Die Fotografie entstand bei den Dreharbeiten zum dazugehörigen Musikvideo.

## Veröffentlichung und Promotion
Die Erstveröffentlichung von Unendlich erfolgte als Single am 8. Juli 2022. Diese erschien als digitaler Einzeltrack zum Download und Streaming bei Berg Records (Katalognummer: 19658926459). Während Sony Music Entertainment für den Vertrieb verantwortlich war, wurde das Lied durch AFM Publishing, Berg-Werk Musikverlag Edition, Hook & Crooks Edition, den Joe Walter Musikverlag, Junkx Edition, Sony Music Publishing, Vanessa Mai Edition, Warner/Chappell Music und Whizz Kid II Publishing sowie den Subverleger Neue Welt Musikverlag verlegt. Am 29. Juli 2022 erschien das Lied als Teil von Bergs 17. Studioalbum Ich würd’s wieder tun (Katalognummer: 4260458340271), dessen zweite Singleauskopplung es ist. Obwohl es sich um einen Gastbeitrag von Vanessa Mai handelt, wurde das Lied auch als Teil ihres achten Studioalbums Metamorphose veröffentlicht (Katalognummer: 19439941982), womit es die sechste Single aus dem Album darstellt.
Um das Lied zu bewerben, erfolgte unter anderem ein Liveauftritt zur Hauptsendezeit in der ZDF-Show Giovanni Zarrella präsentiert: 30 Jahre Andrea Berg am 6. August 2022.

## Hintergrund
Bei Unendlich handelt es sich um die erste Zusammenarbeit zwischen Andrea Berg und Vanessa Mai, die beide miteinander verwandt sind. Mai ist seit 2017 mit Bergs Stiefsohn Andreas Ferber verheiratet, dem leiblichen Sohn von Bergs Ehemann Ulrich Ferber. Darüber hinaus machten bis zur Veröffentlichung von Unendlich Gerüchte den Umlauf, dass die beiden sich nicht verstehen würden.
Über Instagram verriet Mai, dass Unendlich ursprünglich einer der Titel gewesen sei, den sie 2019 für ein Album (Für immer) aufgenommen habe, das sie am Ende jedoch verworfen hatte.

## Inhalt
| „Wir leuchten hell, sind nicht allein. Und dieses Licht wird immer größer, wenn wir’s teil’n. Steh’n Hand in Hand, denn wir sind eins. Es fühlt sich an, als könnten wir mit diesеr Kraft. Unendlich sein. Unendlich sеin.“ – Refrain, Originalauszug | Der Liedtext zu Unendlich ist in deutscher Sprache verfasst. Bei der GEMA ist zusätzlich die englischsprachige Übersetzung „Unstoppable“ als Arbeitstitel geschützt. Die Musik und der Text wurden gemeinsam von Flo August, Andrea Berg, Jesper Borgen, Daniel Deimann, Vanessa Mai, Alexander Pavelich, Andrew Tyler, Joe Walter und dem Produzentenquartett Junkx in h-Moll komponiert beziehungsweise getextet. Musikalisch bewegt sich das Lied im Bereich der Popmusik, stilistisch im Bereich des Schlagers. Vanessa Mai selbst beschrieb Unendlich wie folgt: „Einander die Hand reichen und gemeinsam stärker sein. Das Licht teilen, um es größer zu machen. Zueinanderstehen. Es ist egal, woher wir kommen, wie wir aussehen oder wen wir lieben. Wir blicken alle zum selben Himmel und können mit diesem Bewusstsein so viel mehr erreichen und überstehen. Es fühlt sich an als könnten wir mit dieser Kraft eins sein: Unendlich“. Aufgebaut ist das Lied auf zwei Strophen und einem Refrain. Es beginnt mit der ersten Strophe, die als Sechszeiler verfasst und von Mai interpretiert wurde. An diese schließt sich zunächst der sogenannte Prechorus an, der aus vier Zeilen besteht und von Berg gesungen wird, ehe der eigentliche Refrain mit seinen sechs Zeilen einsetzt. Der Hauptteil des Refrain wird dabei im Duett von beiden Interpretinnen gesungen. Der gleiche Aufbau wiederholt sich mit der zweiten Strophe, allerdings wird diese alleine von Berg interpretiert und der darauf folgende Prechorus ebenfalls im Duett von beiden Sängerinnen. Das Lied endet mit dem zweiten Refrain, dieser wird jedoch in einer erweiterten Fassung dargeboten. |

## Musikvideo
Das Musikvideo zu Unendlich feierte seine Premiere am 8. Juli 2022 auf der Videoplattform YouTube. Es zeigt zunächst die beiden Interpretinnen, jeder separat in nebeneinanderstehenden Glaskästen, in einer Lagerhalle. Nach einigen Sekunden kommt eine Gruppe weiß gekleideter Kinder auf die beiden zu, die sie aus den Glaskästen herausholen. Zusammen mit den Kindern singen und tanzen sie zum Lied, während immer mehr weiß gekleidete Menschengruppen, verschiedensten Alters, Ethnien und Geschlechts sich dazugesellen. Gegen Ende des Videos begeben sich alle nach draußen, wo sie Wunderkerzen anzünden und von einem Feuerwerk begleitet werden. Das Video endet mit Berg und Mai, in der Lagerhalle, die auf einem Podest inmitten der Menschenmenge stehen, sich an der Hand halten und zusammen die Arme nach oben strecken. Die Gesamtlänge des Videos beträgt 2:49 Minuten. Regie führte der Mannheimer Filmemacher Mikis Fontagnier, der zuvor schon bei diversen Musikvideos von Mai die Regie übernahm. Bis Dezember 2024 zählte das Musikvideo über 1,6 Millionen Aufrufe auf YouTube.

## Mitwirkende
Liedproduktion
- Flo August: Komposition, Liedtext
- René Baumann (DJ BoBo): Aufnahme
- Dennis Bierbrodt: Abmischung, Aufnahmetechnik, Keyboard, Komposition, Liedtext, Musikproduktion, Programmierung
- Jesper Borgen: Komposition, Liedtext
- Stefan Dabruck: Abmischung, Aufnahmetechnik, Komposition, Liedtext, Musikproduktion
- Daniel Deimann: Keyboard, Komposition, Liedtext, Programmierung
- Jürgen Dohr: Abmischung, Aufnahmetechnik, Keyboard, Komposition, Liedtext, Musikproduktion, Programmierung
- Andrea Ferber (Andrea Berg): Gesang, Komposition, Liedtext
- Jules Kalmbacher: Aufnahme
- Guido Kramer: Abmischung, Aufnahmetechnik, Keyboard, Komposition, Liedtext, Musikproduktion, Programmierung
- Vanessa Mai: Gesang, Komposition, Liedtext
- Alexander Pavelich: Komposition, Liedtext
- Jens Schneider: Aufnahme
- Alexander Strasser: Aufnahme
- Andrew Tyler: Komposition, Liedtext
- Joe Walter: Komposition, Liedtext
- Alexs White: Aufnahme

Unternehmen
- AFM Publishing: Musikverlag
- Berg Records: Musiklabel
- Berg-Werk Musikverlag Edition: Musikverlag
- Good Kid Records: Tonstudio
- Hook & Crooks Edition: Musikverlag
- Joe Walter Musikverlag: Musikverlag
- Junkx Edition: Musikverlag
- Junkx Music Studios: Tonstudio
- Sony Music Entertainment: Vertrieb
- Sony Music Publishing: Musikverlag
- Sunset Studios Germany: Tonstudio
- Vanessa Mai Edition: Musikverlag
- Warner/Chappell Music: Musikverlag
- Whizz Kid II Publishing: Musikverlag

Musikvideo
- Berkay Aydiner: Lichtassistenz
- Sunny Bizness: Aufnahmeleitung, Filmproduktion
- Christopher Bodenstein: Oberbeleuchtung
- Avelin Dziengue: Set-Runner
- Mikis Fontagnier: Postproduktion, Regie, Schnitt
- Daniel Haussmann: Drohne
- Philipp Jeschek: Kameraassistenz
- Gilles Kitoko: Set-Runner
- Sebastian Nowroth: Setbau
- Tristan Richter: Lichtassistenz
- Tobias Rupp: Kamera
- Mario Stock: Drohne
- Jan Tillmanns: Beleuchtung

## Rezensionen
Dominik Lippe von laut.de vergab für Vanessa Mais Metamorphose zwei und fünf möglichen Sternen. Er rezensierte, dass das Album am Ende dank Andrea Berg gar „lachhafter Pathos“ und ein Kinderchor Einzug enthalte. Franz Mauerer vom gleichen Online-Magazin vergab für Andrea Bergs Ich würd’s wieder tun lediglich einen Punkt und kam zum Entschluss, das man ihr nicht verübeln könne, wie auf diesem Album mit eigentlich leidlich okayem, altem Liedmaterial umgegangen werde. Es lasse einen zwar ratlos zurück, aber sei immer noch gescheiter als neues Material wie Unendlich oder Ich träum mich zurück, allesamt Vorboten einer dystopischen Zukunft, in der wir zu den immer selben Akkord-Powerpop-Beats und strahlend klarem Frauengesang im Bergwerk schuften würden.
Der private Hörfunksender Radio Paloma betitelte Unendlich als die „Popschlager-Überraschung des Jahres“. Die regionale Tageszeitung Rheinische Post rezensierte: „Wenn Pop und Schlager zusammenkommen entsteht daraus Unendlich“.

## Kommerzieller Erfolg
Unendlich konnte sich nicht in den offiziellen Singlecharts platzieren, erreichte jedoch in Deutschland Rang 14 der Single-Trend-Charts (15. Juli 2022). Darüber hinaus erreichte das Lied Rang drei der deutschen Konservativ Pop Airplaycharts sowie Rang 98 der Airplaycharts (19. August 2024). 2022 belegte Unendlich Rang 19 der Konservativ-Pop-Airplay-Jahrescharts.